# Gare de Montierchaume
La gare de Montierchaume est une gare ferroviaire française de la ligne des Aubrais - Orléans à Montauban-Ville-Bourbon, située sur le territoire de la commune de Montierchaume, dans le département de l'Indre, en région Centre-Val de Loire.
Elle est fermée au trafic des voyageurs, mais ouverte pour l’activité Fret SNCF.

## Situation ferroviaire

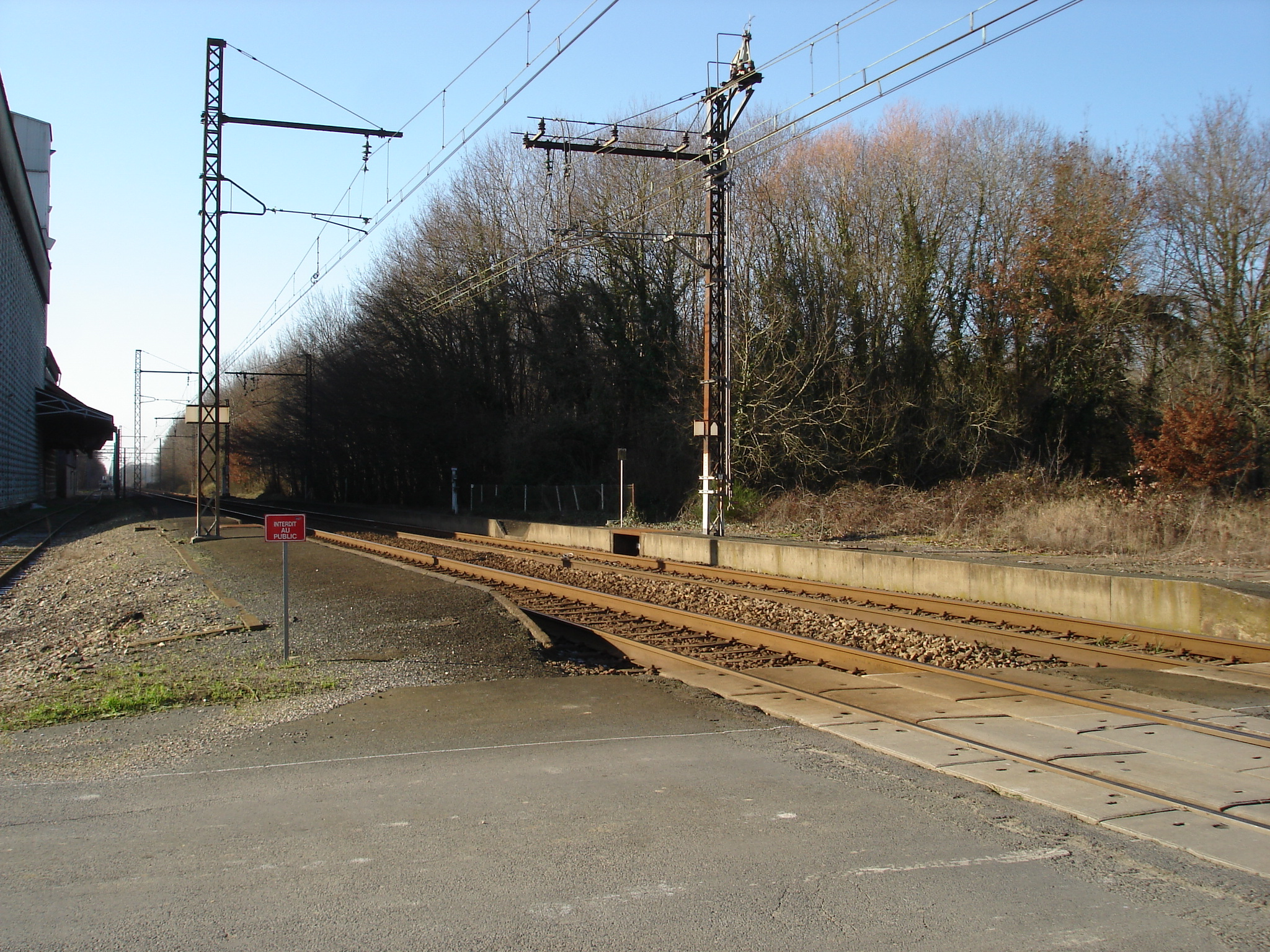
Vue des deux anciens quais latéraux en 2012.

Établie à 159 m d'altitude, la gare de Montierchaume est située au point kilométrique (PK) 255,562 de la ligne des Aubrais - Orléans à Montauban-Ville-Bourbon, entre les gares ouvertes de Neuvy-Pailloux et de Châteauroux. Elle est séparée de cette dernière par celle aujourd'hui fermée de Déols.
La gare dispose de voies de service.

## Histoire
La section de Vierzon à Châteauroux, de la ligne des Aubrais - Orléans à Montauban-Ville-Bourbon, fut inaugurée le 15 novembre 1847.

## Service des voyageurs
Montierchaume est aujourd'hui fermée au trafic des voyageurs.
Les deux quais latéraux sont toujours visibles.

## Service des marchandises

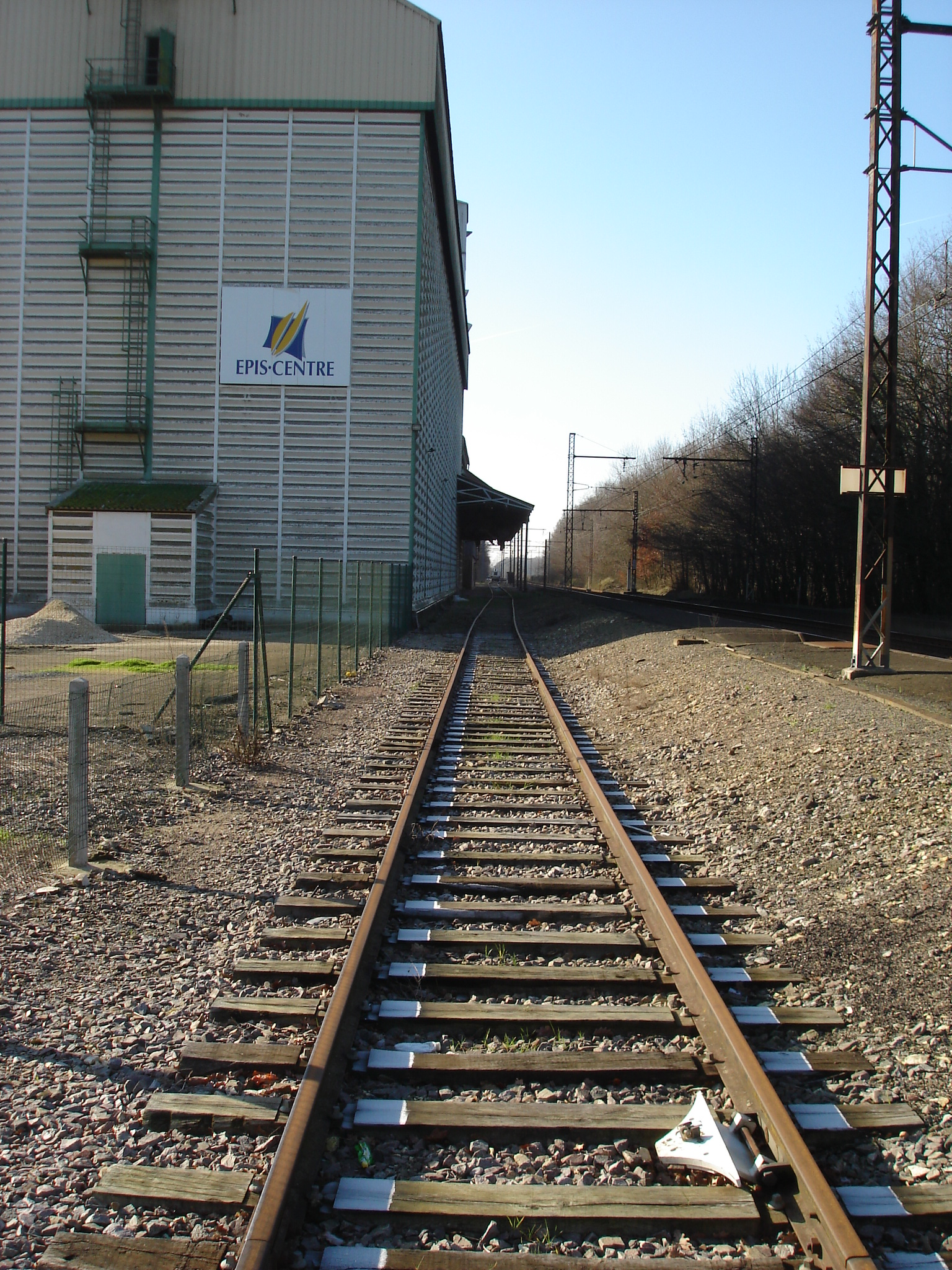
La voie de chargement de grains Épis Centre (au jour d'hui Acéréal) en 2012.

La gare est ouverte au service du fret et possède un embranchement particulier (ITE).
Elle dessert une coopérative agricole (Axéréal), qui se trouve à proximité.